# Saint-Joseph (Réunion)
Saint-Joseph is een gemeente in Réunion en telt 33700 inwoners (2005). De oppervlakte bedraagt 178,50 km², de bevolkingsdichtheid is 170 inwoners per km².

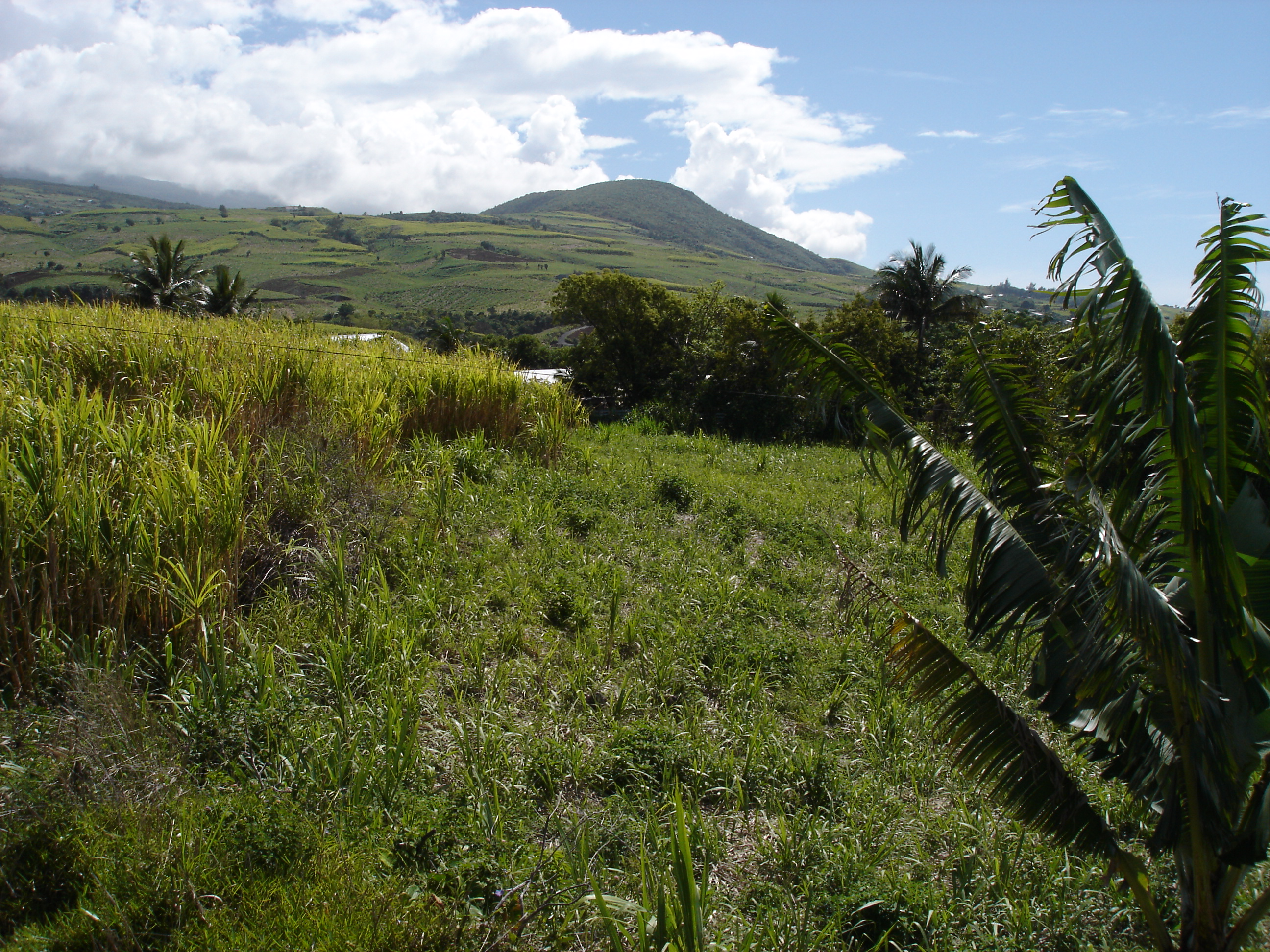
Suikerplanten op de Hauts de Saint-Joseph
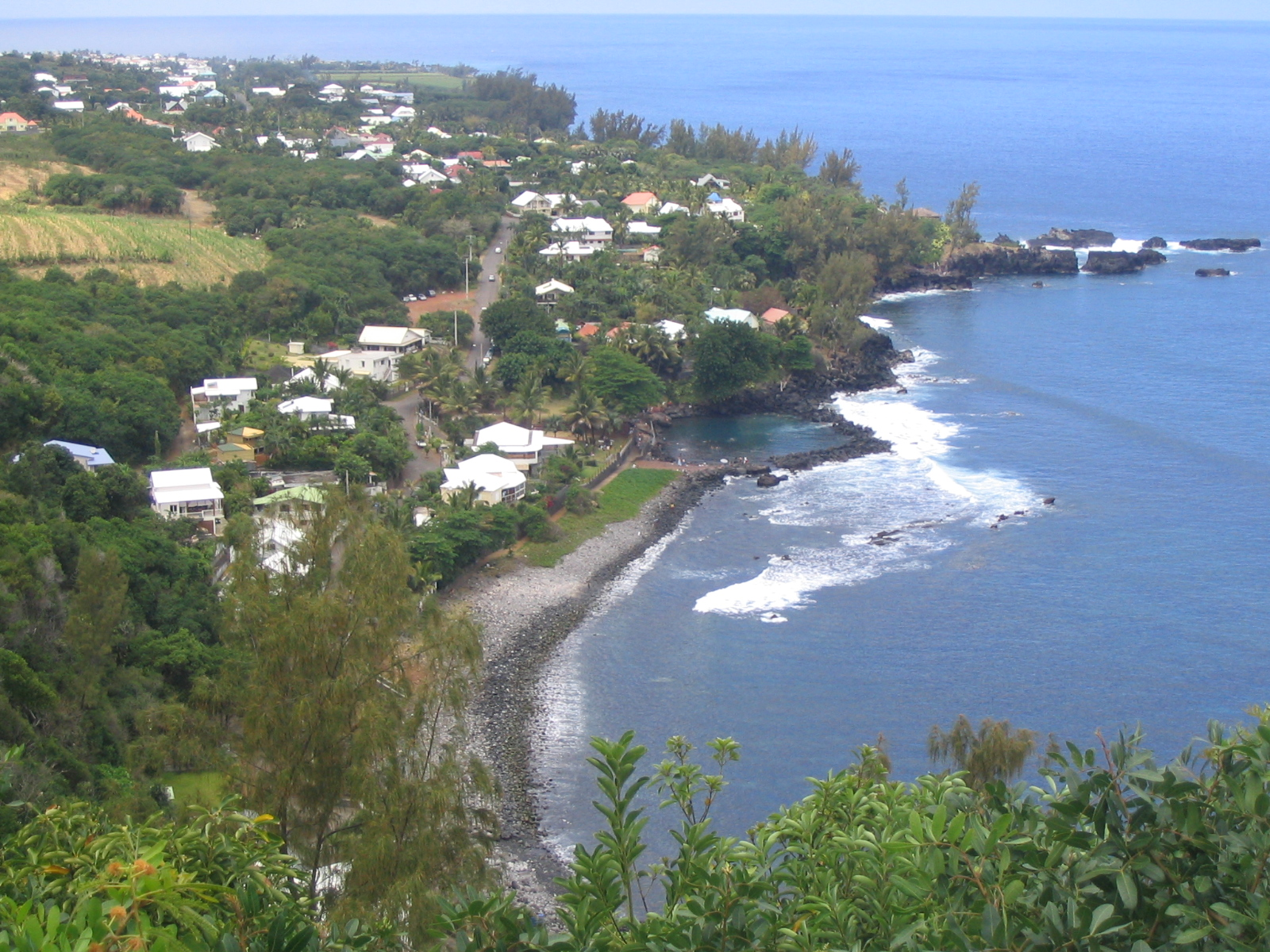
Manapy
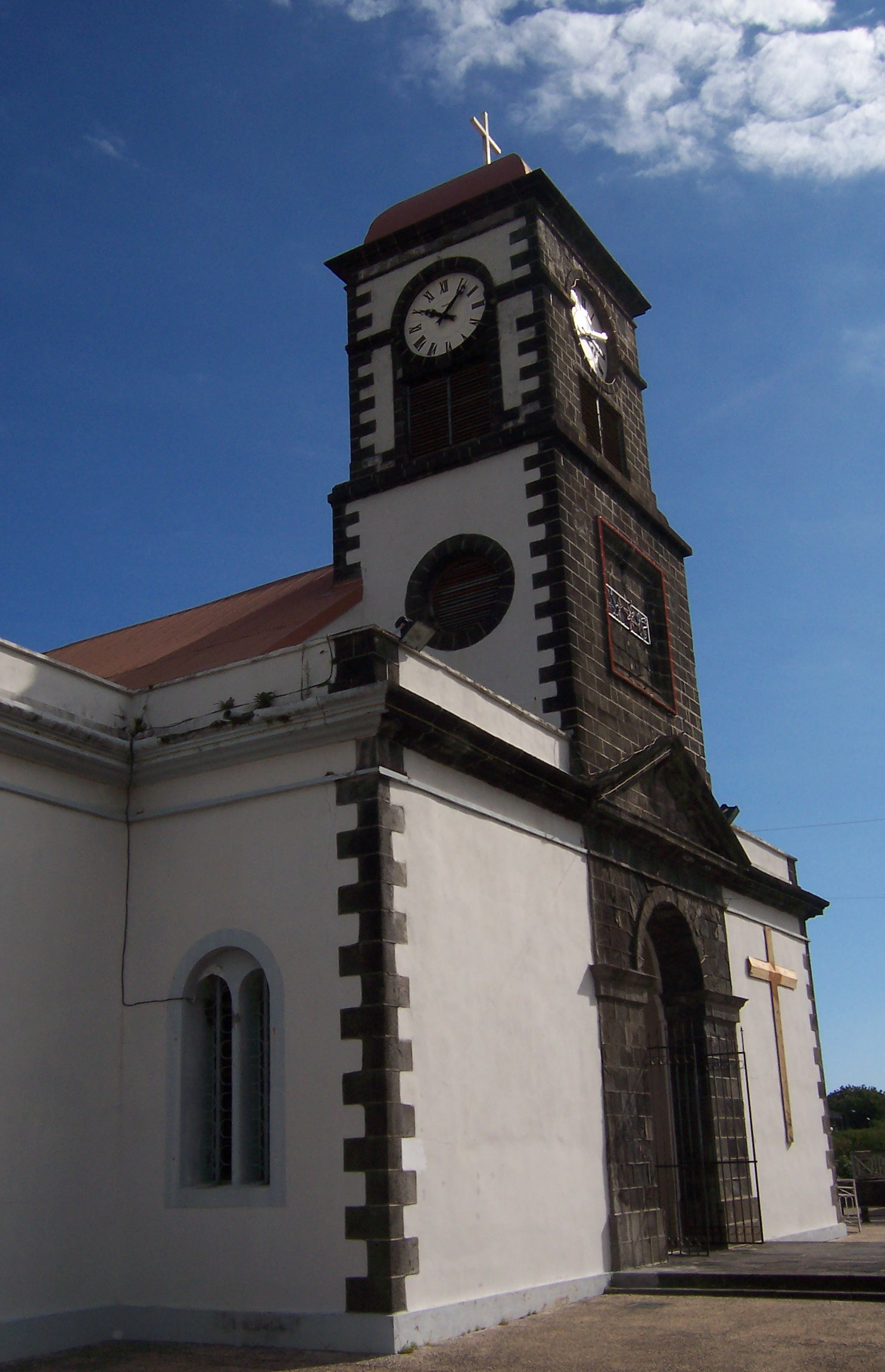
Kerk van Saint-Joseph